# 郡山下ツ道ジャンクション

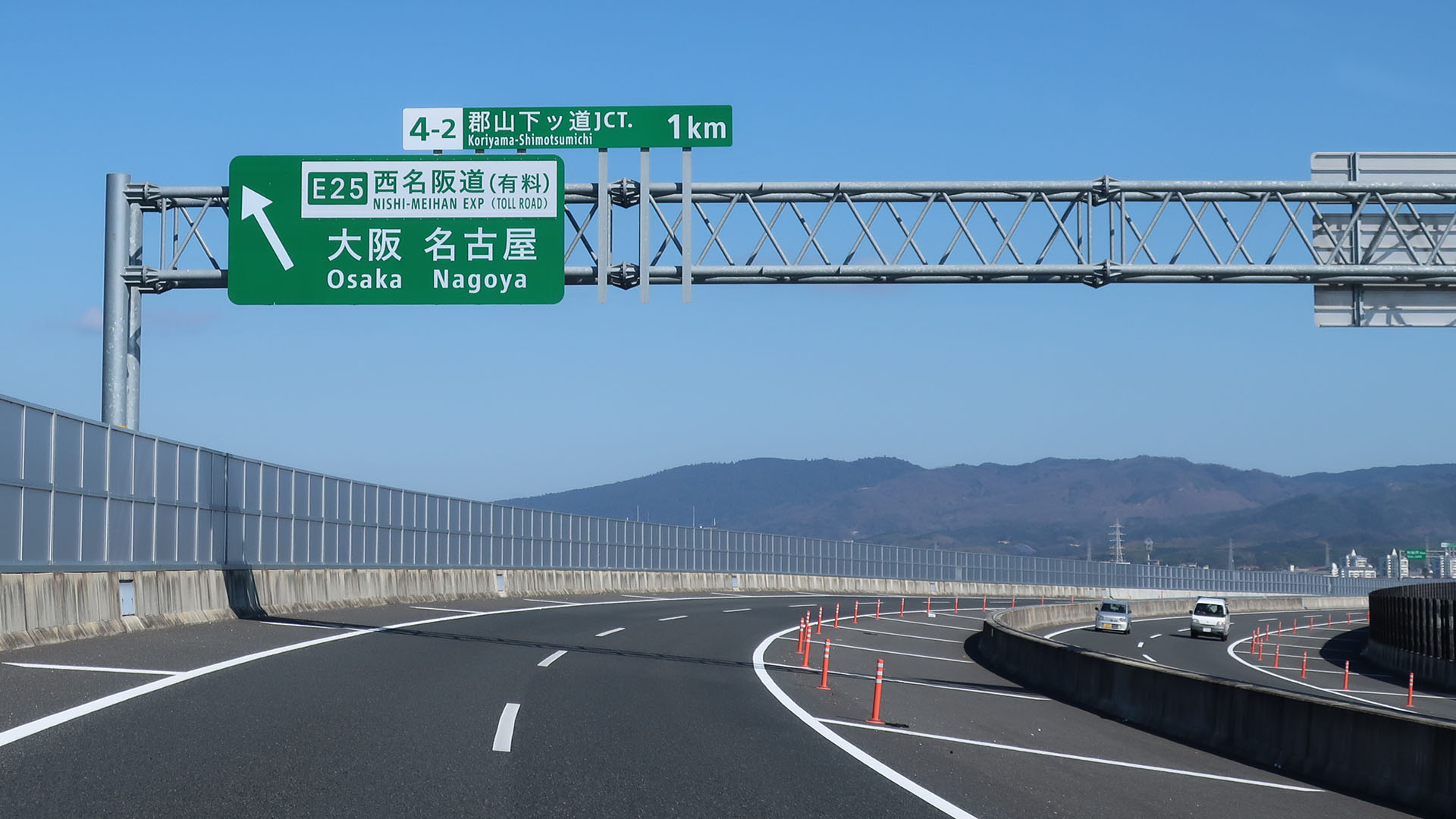
京奈和道から西名阪道に向かう方面にて撮影

郡山下ツ道ジャンクション（こおりやましもつみちジャンクション）は、奈良県大和郡山市伊豆七条町にある西名阪自動車道と京奈和自動車道が接続するジャンクションである。建設中の仮称は大和郡山ジャンクション（やまとこおりやまジャンクション）であった。
当JCTと西名阪自動車道・郡山IC相互の往来は不可能である。

## 道路
- E25 西名阪自動車道[1]
- E24 京奈和自動車道[1]

## 歴史
当初は2013年度の供用開始を予定していたが、請負業者の破産により契約解除後の工程に関する調整などで開通時期が伸びた。
- 2015年（平成27年）
  - 1月16日 : JCT名称が「大和郡山JCT（仮称）」から「郡山下ツ道JCT」に正式決定[5]。
  - 3月22日 : 京奈和自動車道・郡山下ツ道JCT - 郡山南IC間開通に伴い供用開始[1]。

## 料金所
京奈和自動車道は無料で通行できるため、西名阪自動車道とを出入りする車のために料金所が設置されている。なお、西名阪道（天理方面）←→京奈和道では天理TBが集約の料金所となる為、当JCTで料金収受を行わない。

### 西名阪道（天理方面）→京奈和道
ブースなし（ETCフリーフローアンテナのみ設置）

### 西名阪道（松原方面）→京奈和道
ブース数:2
- ETC・一般:1
- ETC専用:1

### 京奈和道→西名阪道（天理方面）
ブースなし（ETCフリーフローアンテナのみ設置）

### 京奈和道→西名阪道（松原方面）
ブース数:2
- ETC・一般:1
- ETC専用:1

## 隣
E25 西名阪自動車道
(4) 法隆寺IC - (4-1) 大和まほろばSIC - (4-2) 郡山下ツ道JCT - (5) 郡山IC
E24 京奈和自動車道（大和北道路・大和御所道路）
大和郡山IC（仮称・事業中） - (4-2) 郡山下ツ道JCT - (8) 郡山南IC